# Mabuhay
Mabuhay – filipińskie pozdrowienie. Pochodzi z języka tagalskiego, ma bardzo szeroki zakres znaczeniowy. Cieszy się dużą popularnością. Wykorzystywane w powitaniach, życzeniach czy toastach, utrwalone zostało w filipińskiej kulturze i życiu politycznym. Porównywane do analogicznych wyrażeń wywodzących się z innych języków, w tym do hawajskiego aloha.

## Pochodzenie i wykorzystanie
Pochodzi z języka tagalskiego, od rdzenia buhay, oznaczającego żyć bądź też życie. Tłumaczy się je rozmaicie, chociażby jako niech żyje, żyj długo, witaj czy zdrówko. Cieszy się dużą popularnością. Wykorzystywane jest w wielu, często odległych od siebie kontekstach, między innymi przy okazji serdecznych powitań i pożegnań, składania gratulacji, życzeniach powodzenia czy przy wznoszeniu toastów. Obecne jest także w przestrzeni publicznej, jako część sloganów, w tym podczas manifestacji i wieców politycznych. Dodatkowo nawiązuje do niego Mabuhay, My Philippines, kompozycja ściśle łączona na Filipinach z urzędem głowy państwa. Podczas wprowadzonego przez Ferdinanda Marcosa stanu wyjątkowego (1972–1981) funkcjonowała Mabuhay ang Pilipino Movement. Była to ogólnokrajowa sieć w założeniu dobrowolnych stowarzyszeń obywatelskich, intensywnie wspierana w praktyce przez rządową propagandę.
Ukazujące się od 1963 czasopismo przeznaczone dla pasażerów Philippine Airlines, narodowych linii lotniczych Filipin, nosi tytuł Mabuhay. Ten sam przewoźnik lotniczy wykorzystuje to pozdrowienie jako nazwę swojego programu lojalnościowego. Związki samego pozdrowienia z turystyką, istotną gałęzią gospodarki filipińskiej są jednak głębsze i nie ograniczają się jedynie do lotnictwa. Od końca XX wieku wykorzystuje się je mianowicie w różnorodnych działaniach marketingowych mających na celu zwiększenie liczby wizyt zagranicznych na archipelagu – od połowy lat 90. przyznaje się na przykład Mabuhay Awards, nagrody przeznaczone dla przedsiębiorców z branży hotelarskiej.
Pozdrowienie to używane jest powszechnie w społecznościach diasporalnych. W tym kontekście bywa przywoływane jako jeden z dowodów na wytworzenie się spójnej, jednolitej filipińskiej tożsamości narodowej. W 2015 zostało włączone do Oxford English Dictionary, utwierdzając tym samym swoją obecność w filipińskiej odmianie języka angielskiego.

## Kontekst i wpływ
Mabuhay porównywane jest do pozdrowień i wyrażeń obecnych w innych językach. Wskazywano na jego podobieństwa do hawajskiego pozdrowienia aloha, jak również do hiszpańskiego viva. Podobne sformułowanie występuje też w językach bisajskich. Jednocześnie wskazywano na silne powiązanie znaczeniowe tego filipińskiego pozdrowienia z hebrajskim szalom.
Jego znaczenie wykracza przy tym poza bycie dosyć szeroko definiowanym pozdrowieniem. Z uwagi na swoją popularność i wszechobecność w życiu codziennym kraju bywa określane jako odzwierciedlenie narodowego ducha Filipińczyków. Łączy się je też, jako słowo często używane przy powitaniach, z typową dla mieszkańców Filipin gościnnością.